# Le Collet-de-Dèze
Le Collet-de-Dèze település Franciaországban, Lozère megyében. Lakosainak száma 678 fő (2022. január 1.). Le Collet-de-Dèze Chamborigaud, Sainte-Cécile-d’Andorge, Saint-Julien-des-Points, Branoux-les-Taillades, Lamelouze, Saint-Martin-de-Boubaux, Saint-Michel-de-Dèze, Saint-Privat-de-Vallongue és Ventalon-en-Cévennes községekkel határos.

## Népesség
A település népességének változása:
| Lakosok száma | 738  | 537  | 634  | 711  | 726  | 765  | 748  | 691  | 686  | 678  |
|               | 1968 | 1982 | 1990 | 2006 | 2013 | 2015 | 2017 | 2019 | 2020 | 2022 |